# Shulman Peak
Shulman Peak är en bergstopp i Antarktis. Den ligger i Östantarktis. Nya Zeeland gör anspråk på området. Toppen på Shulman Peak är 1 400 meter över havet, eller 203 meter över den omgivande terrängen. Bredden vid basen är 2,1 km.
Terrängen runt Shulman Peak är kuperad västerut, men österut är den bergig. Trakten är obefolkad. Det finns inga samhällen i närheten. 